# Mustapha Jarju
Mustapha Alasan Jarju (Banjul, 18 luglio 1986) è un ex calciatore gambiano, di ruolo attaccante.